# Mindre barkplattbagge
Mindre barkplattbagge (Pytho abieticola) är en art i insektsordningen skalbaggar som tillhör familjen barkplattbaggar och släktet Pytho.
Den är en av de tre arter av barkplattbaggar som förekommer i Sverige, och är rödlistad som sårbar.

## Utseende
Mindre barkplattbaggen är en platt, blanksvart skalbagge, ungefär 10 millimeter lång. Den har rödbruna ben och hos honan är även bakkroppens undersida röd eller rödgul.

## Utbredning
Mindre barkplattbaggen har sin utbredning från Dalarna till Torne lappmark. Sammanlagt är den känd från ett femtiotal lokaler. Mer än hälften hittades under 1980-talet. Flertalet fyndplatser är f.d. domänreservat i Norrlands inland eller fjällnära granskog. Arten är inte helt reservatsbunden, men de livskraftigaste populationerna har påträffats inom reservat som är rika på granlågor.
Efter de senaste fynden ligger mer än tio av de kända svenska lokalerna utanför reservatsområden. De utgörs i regel av svåravverkade skogspartier som raviner längs Norrlandsälvarna, naturskogsholmar i myrmarksområden och gransumpskogar.
Antalet lokalområden i landet skattades 2010 till 60 stycken, medan förekomstarean skattades till ungefär 240 km².
Lokaler i övriga Norden: Lierne i Norge och minst fem lokaler i Finland.
Världsutbredningen sträcker sig från Nord- och Centraleuropa (Österrike, Polen och Tjeckien) österut till östra Ryssland. 

## Reproduktion
Larverna utvecklas i granlågor under tunn bark (1–6 mm), ofta i lågans topparti. Angrepp av åttatandad barkborre (Ips typographus) kan skapa lämpligt substrat för barkplattbaggen. Arten är nämligen främst en sekundär kambiekonsument, dvs. banas väg för av primära konsumenter som lämnar gångar i en död eller döende gran.

## Hot
Mindre barkplattbagge hotas av rationellt skogsbruk, då det ofta medför minskad tillgång på granlågor, ändrade trädslag i skogen och en snabbare omloppstid.

## Skyddsåtgärder
Områden med riklig förekomst av granlågor bör undantas från skogsbruk. I de fall detta inte är möjligt bör granlågorna omfattas av en utökad naturvårdshänsyn.